# Эйстейн II Харальдссон
Эйстейн Харальдсон (старонорв. Eysteinn Haraldsson, совр. норв. Øystein Haraldsson), родился ок. 1125 вероятно в Шотландии, умер в 1157 в Бохуслене, Норвегия, король Норвегии (1142—1157). Правил совместно со своими братьями, Инге Харальдсоном, Сигурдом Мунном и Магнусом. Погиб в борьбе за власть со своим братом Инге в начале периода гражданских войн в Норвегии.

## Происхождение
Эйстейн был сыном Харальда Гилле короля Норвегии (1130-36). Гэльское имя его матери упоминается в древних норвежских сагах как Bjaðök. Харальд родился и вырос в Ирландии или Шотландии, там же родился и Эйстейн. Когда в 1127 году Харальд отправился в Норвегию, бороться за трон, Эйстейн не последовал за ним. Тем не менее до своего отъезда в Норвегию, Харальд узнал, что у него родился сын.

## Правление
Эйстейн впервые упоминается в сагах в 1142 году, когда несколько норвежских феодалов отправились на запад и привезли его назад в Норвегию из Шотландии. Его мать последовала за ним в Норвегию. Здесь он был признан королём, и разделил власть со своими младшими братьями. Раздел королевства, кажется не был территориальным, все братья обладали одинаковой властью во всех частях страны. Период их правления ознаменовался созданием независимого норвежского архиепископства в Нидаросе (Тронхейм) в 1152 году.
Саги Круг Земной и Сага об Оркнейцах (Orkneyinga) повествуют, что в это же время в нач. 1150-х годов, король Эйстейн отправился на войну в Шотландию и Англию. Он взял в плен Харальда Маддадсона, графа Оркнейских островов в Кейтнессе и вынудил его выкупить себя за значительную сумму. Затем он разграбил побережье Шотландии и Англии, напал на Абердин, Хартлпул и Уитби во время набега, напомнившего предыдущие походы викингов.

## Гражданская война

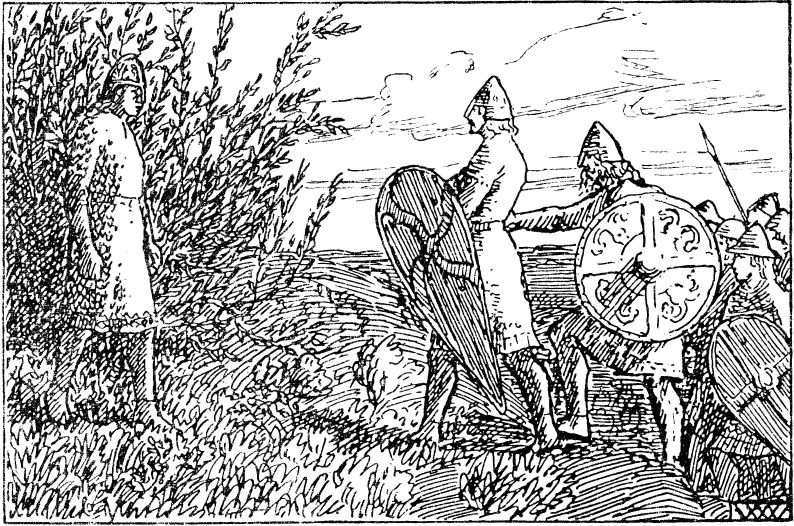
Пленение короля Эйстейна, изображённое художником Вильгельмом Ветлесеном в издании Круга Земного 1899 года.

Согласно сагам, отношения между братьями были мирными, до тех пор, пока были живы наставники младших братьев. Но со взрослением братьев росли и противоречия между ними. В 1155 году встреча братьев в Бергене привела в стычке между дружинами королей Инге и Сигурда, в которой Сигурд был убит. Король Эйстейн опоздал на встречу и только подъезжал к городу, когда Сигурд был уже мертв. Между Инге и Эйнстейном было заключено непростое соглашение. Причины стычки в Бергене остаются спорными. Согласно сагам Эйстейн и Сигурд замышляли лишить Инге короны и разделить королевство между собой. Некоторые современные историки сомневаются в этой версии, видя в этом оправдание для агрессивных действий Инге. В любом случае, мир между Инге и Эйнстейном не продлился долго после событий 1155 года. В 1157 году обе стороны собрали силы для войны. Силы Инге превышали силы Эйстейна, и когда они встретились на восточном побережье около Мостера, войско Эйстейна было разбито. Эйстейн был вынужден бежать в сторону Викена (район залива Осло). Преданный собственными людьми, он был схвачен, где-то в районе современного Бохуслена, и убит. Вопрос о том, отдал ли король Инге приказ о его убийстве, остается спорным. Тело Эйстейна было погребено в церкви Фосс в сотне Тунге. Согласно Кругу Земному местное население этой области начало почитать Эйстейна святым.

## Последствия
После смерти Эйстейна его сторонники объединились вокруг молодого Хакона II Широкоплечего, сына Сигурда Мунна, племянника Эйстейна. Они продолжили войну против короля Инге, которая ознаменовала так называемую эпоху гражданских войн, разгоравшихся и стихавших до 1240 года. Саги изображают в негативном свете и Эйстейна и его брата Сигурда, как правило, предпочитая изображать Инге в качестве самого справедливого правителя из трех братьев. Круг Земной так описывает Эйстейна:
Король Эйстейн внешне был угрюм и мрачен, среднего роста и способный человек, но его алчность и ограниченность лишили его уважения и популярности среди подданных.
Эйстейн был женат на Рагне Николасдоттер, норвежской феодалке. Его незаконнорожденный сын Эйстейн Мейла был провозглашен королём биркебейнерами в 1176 году, но потерпел поражение и был убит год спустя.